# Anna Bilińska-Bohdanowicz
Anna Bilińska-Bohdanowicz (Zlatopol, 8 de dezembro de 1857 – Varsóvia, 18 de abril de 1893) foi uma pintora polonesa, conhecida por seus retratos. Era uma das grandes representantes do realismo polonês.
Anna pertencia à primeira geração de mulheres artistas polacas que obtiveram formação acadêmica.

## Biografia
Anna nasceu em 1857, na cidade de Zlatopol que, na época, era parte do Império Russo e hoje faz parte da cidade ucraniana de Novomyrhorod. Seu pai era médico e Anna passou toda a infância nesta cidade. Com a aptidão para as artes desde pequena, seu primeiro professor da área foi Michał Elwiro Andriolli, pintor e arquiteto polonês de ascendência italiana. Após os eventos da Revolta de Janeiro, Andriolli foi exilado pelo governo czarista e enviado para uma katorga.
Anna depois estudou arte e música em Varsóvia onde, em 1877, tornou-se aprendiz do pintor Wojciech Gerson. Por volta dessa época expôs pela primeira vez seus trabalhos na Sociedade Zachęta para a Promoção de Belas-Artes (em polonês/polaco:  Towarzystwo Zachęty Sztuk Pięknych).
No começo de 1882, Anna acompanhou sua amiga gravemente doente, Klementyna Krassowska, em uma jornada que passou por Munique, Salzburgo, Viena, norte da Itália, até chegar a Paris, onde Anna começou a estudar com Marie Bashkirtseff e com a artista britânica Emmeline Deane, na Academia Julian. Posteriormente, também daria aulas na academia que, na época, era a única instituição a aceitar mulheres artistas na Europa.
Seu período em Paris foi difícil. Ela morava em um cubículo, onde pintava durante boa parte do tempo, tendo passado fome por mal conseguir ganhar o suficiente para se sustentar, especialmente após a morte de seu pai. O dono da Academia Julian, compadecido de sua situação, a contratou como professora e a deixou responsável por um de seus estúdios.
Anna viveu na França até 1892 quando se casou com o médico Antoni Bohdanowicz, adotando seu sobrenome. O casal retornou para Varsóvia após o casamento, onde ela pretendia abrir uma escola de artes, parecia com a Academia Julian, para mulheres.

## Morte
Anna ficou gravemente doente devido a um problema cardíaco e faleceu em 18 de abril de 1893, em Varsóvia, com apenas 35 anos.

## Legado
Anna teve trabalhos seus incluídos na exposição de 2018 Women in Paris 1850–1900. Grande parte de suas telas hoje podem ser vistas expostas no Museu Nacional de Varsóvia.

## Galeria

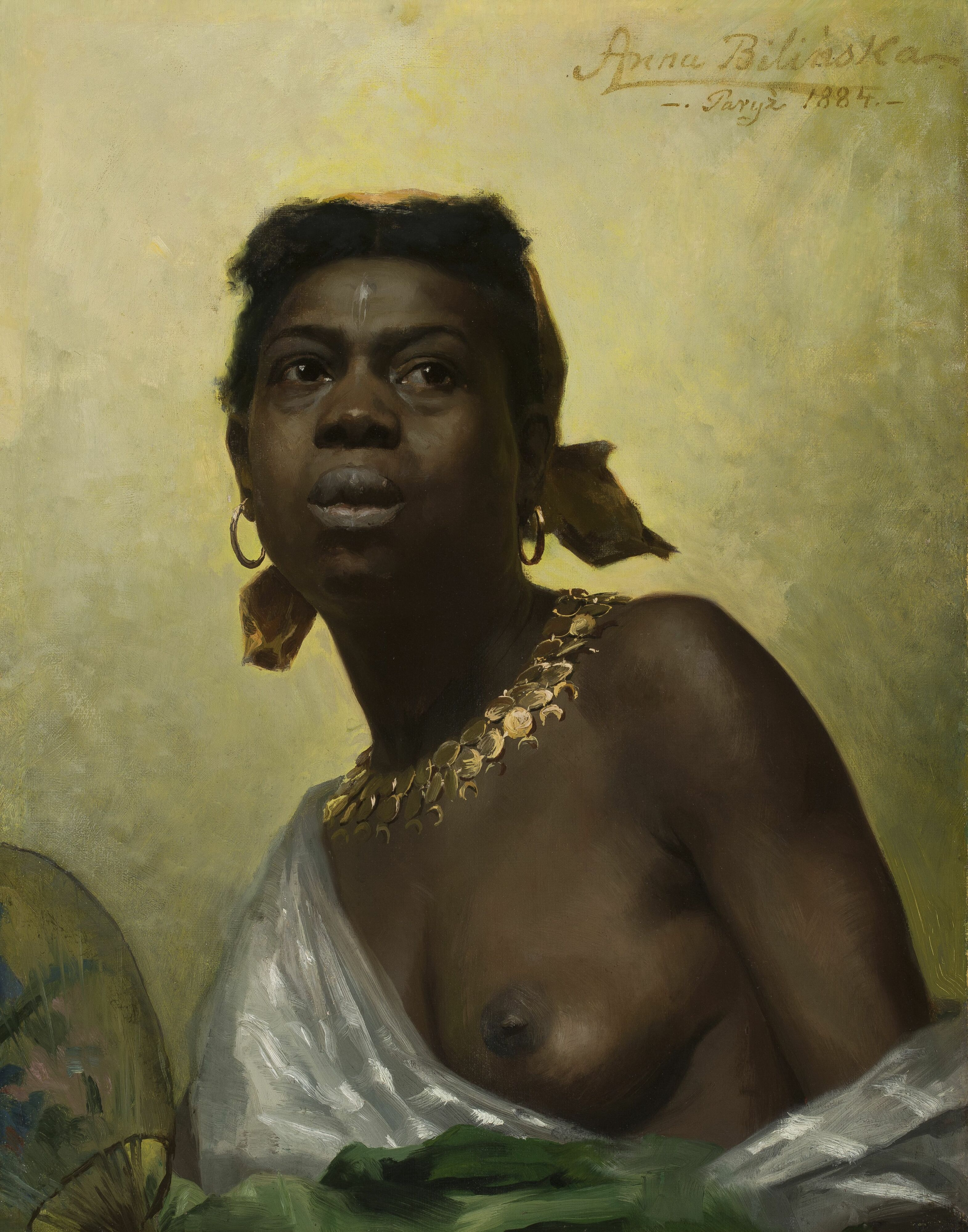
Murzynka, 1884, Museu Nacional de Varsóvia
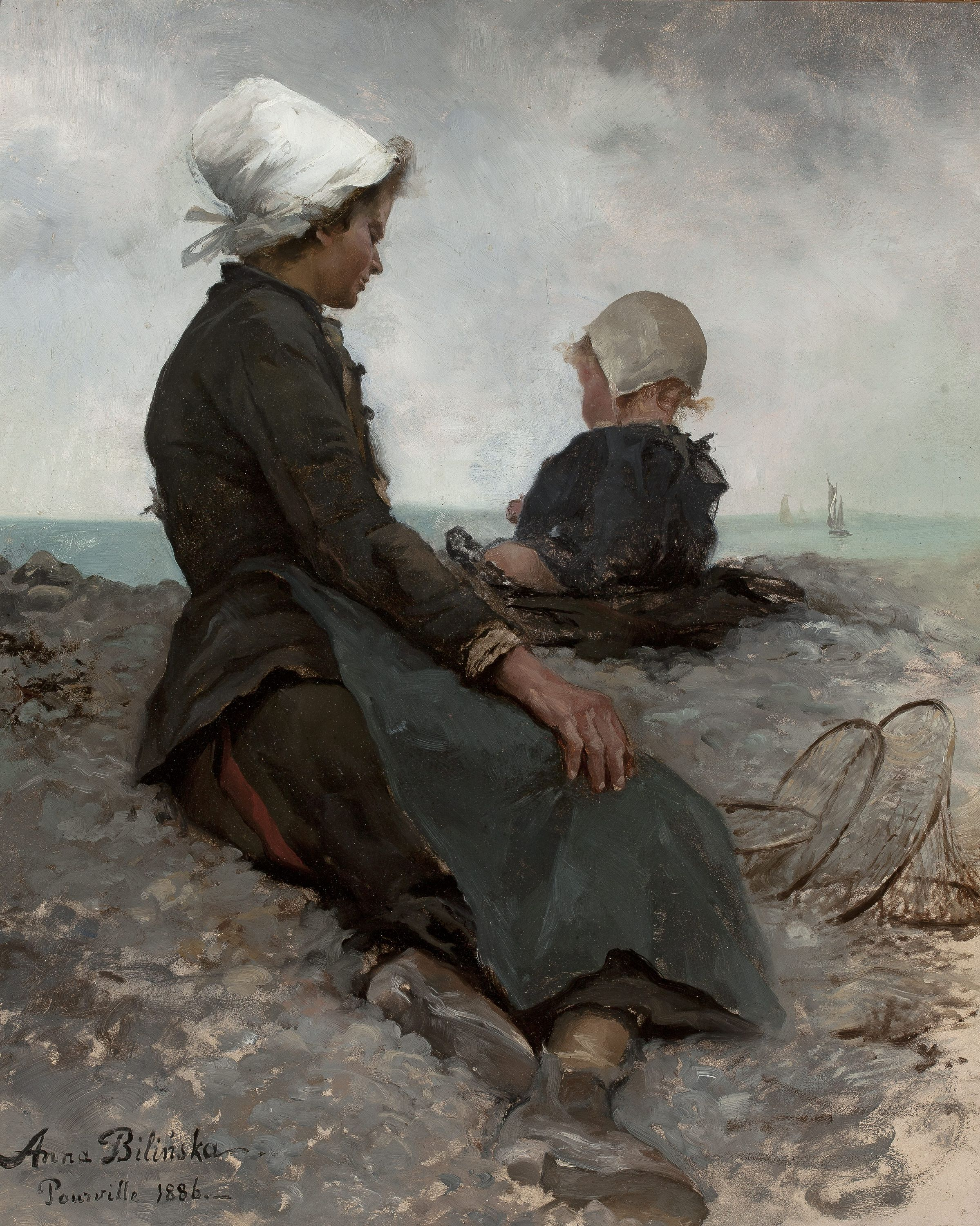
At the Seashore, 1886, Museu Nacional de Varsóvia
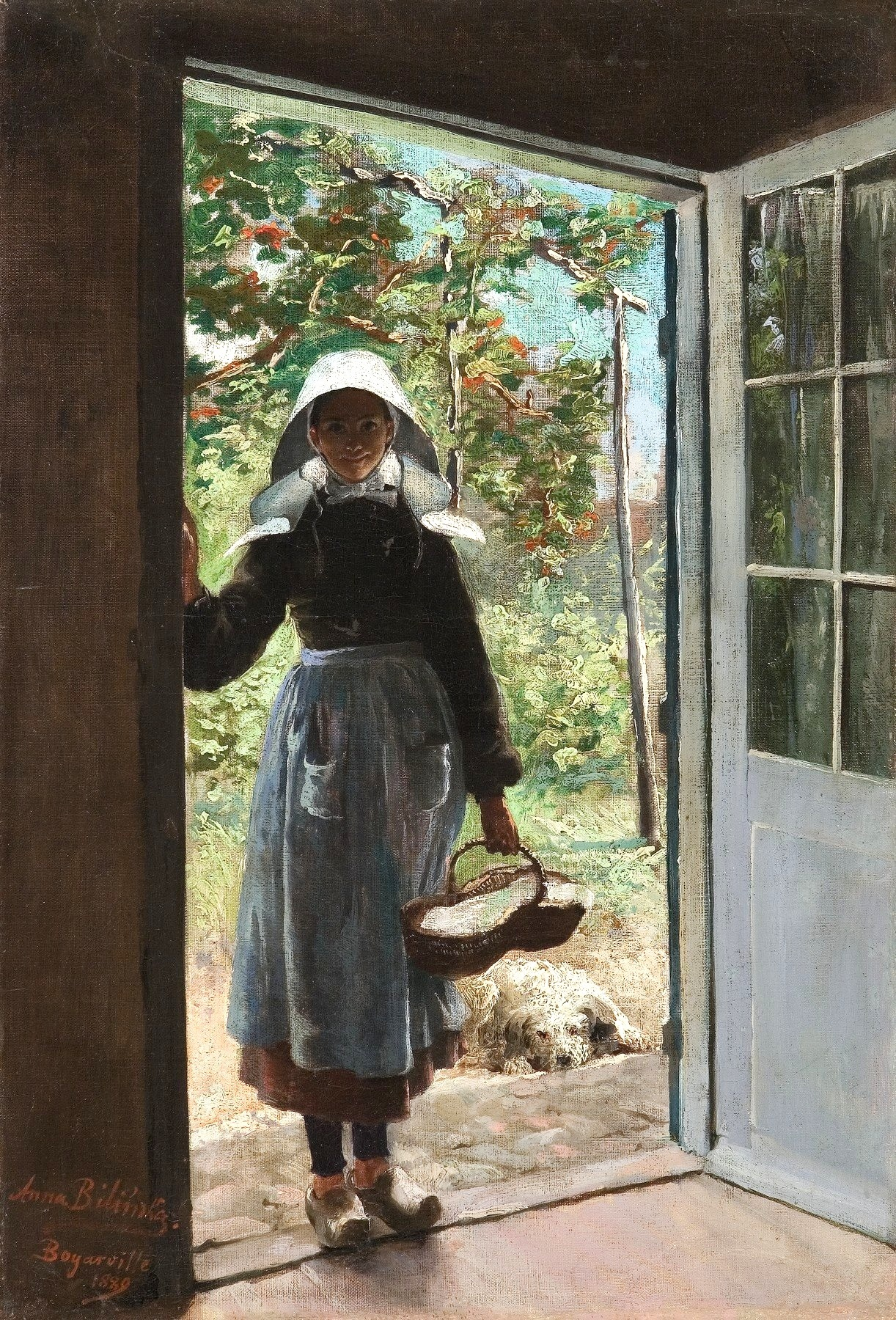
Breton Woman Standing on a Doorstep, 1889, Museu Nacional de Breslávia
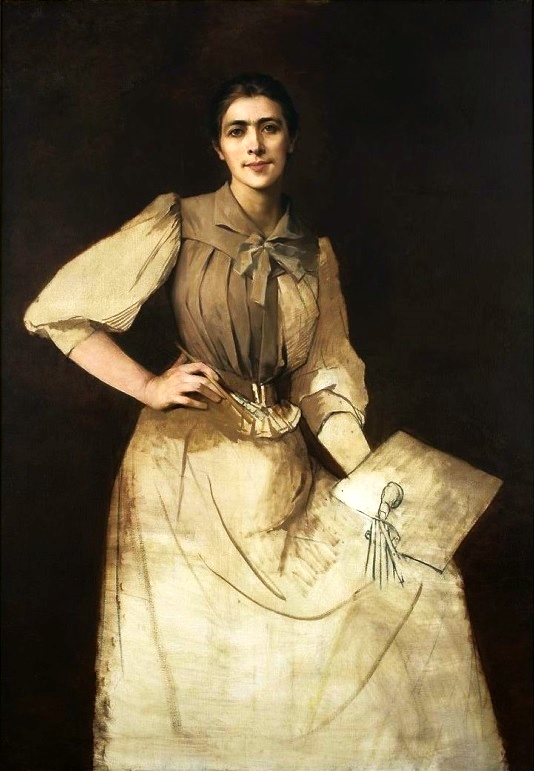
Self-Portrait, 1892, Museu Nacional de Varsóvia
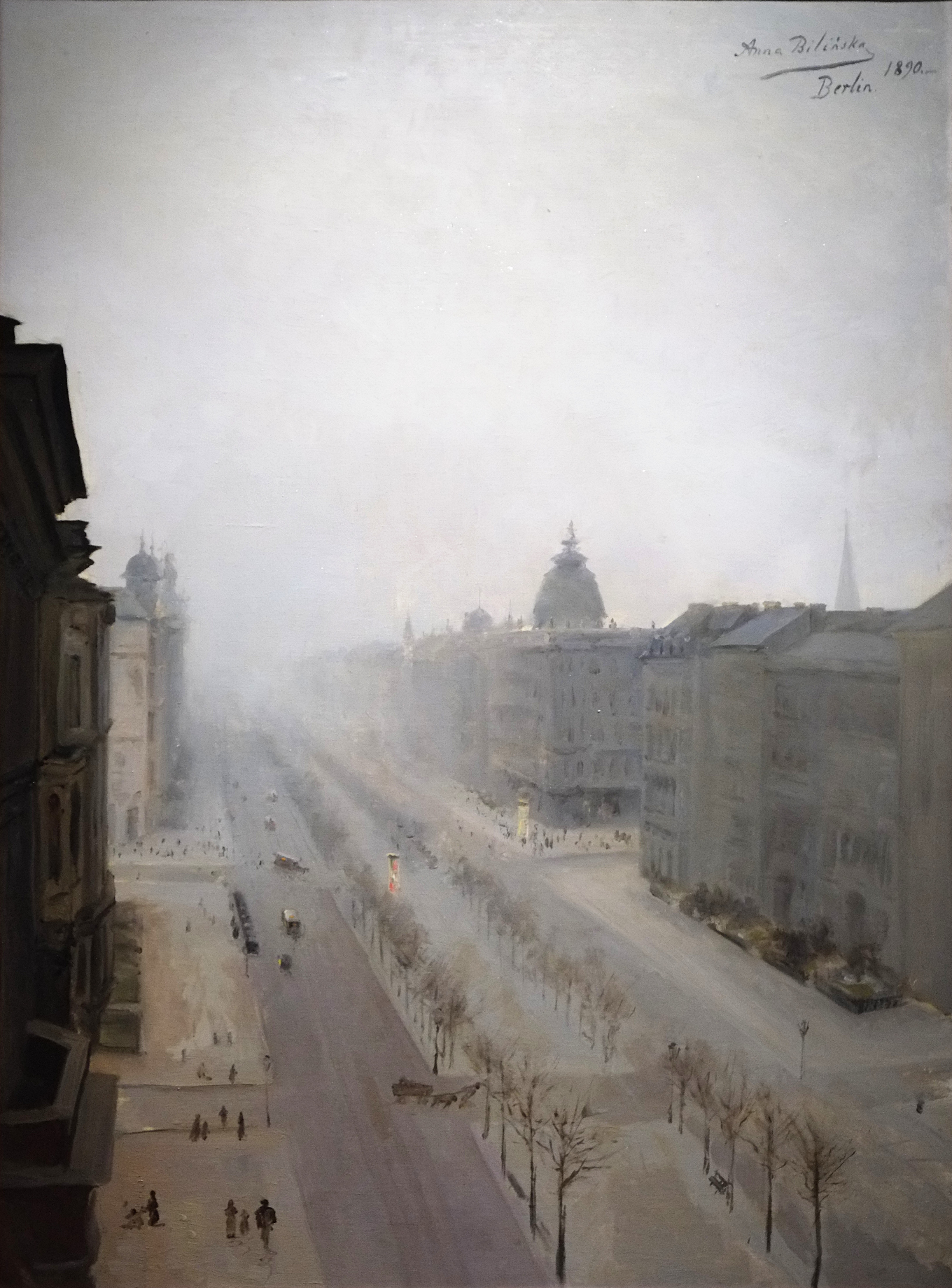
Unter den Linden Street in Berlin, 1890, Museu Nacional de Varsóvia
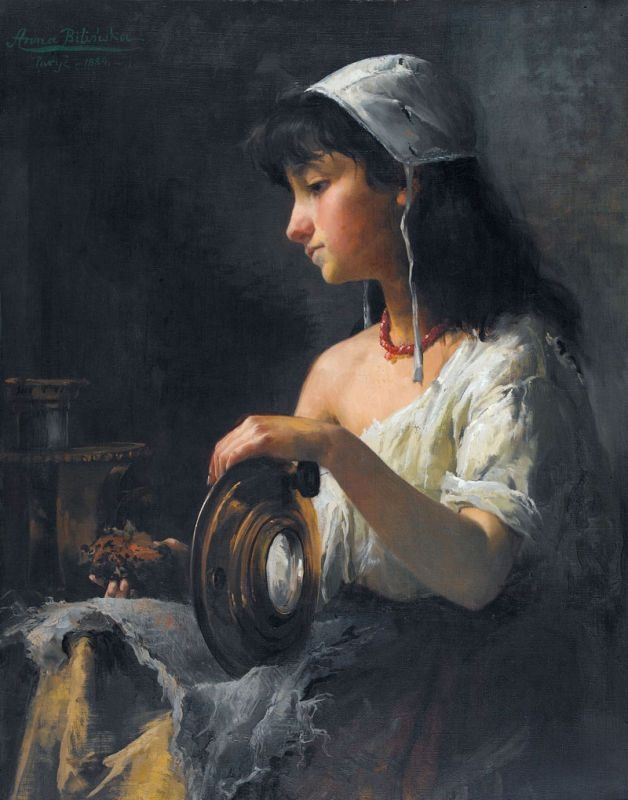
Cinderella, 1884
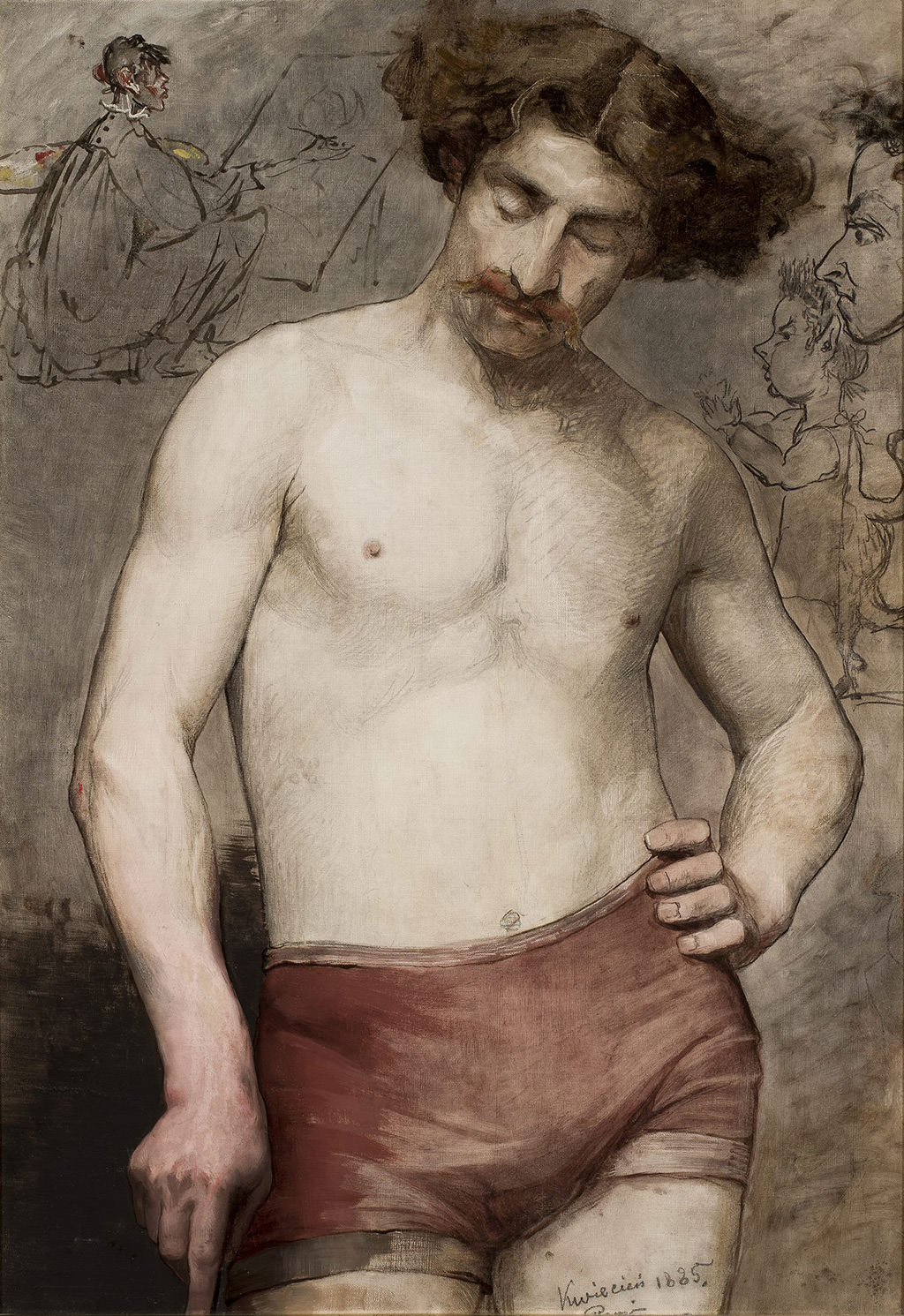
Muscle Man, 1885, Museu Nacional de Varsóvia
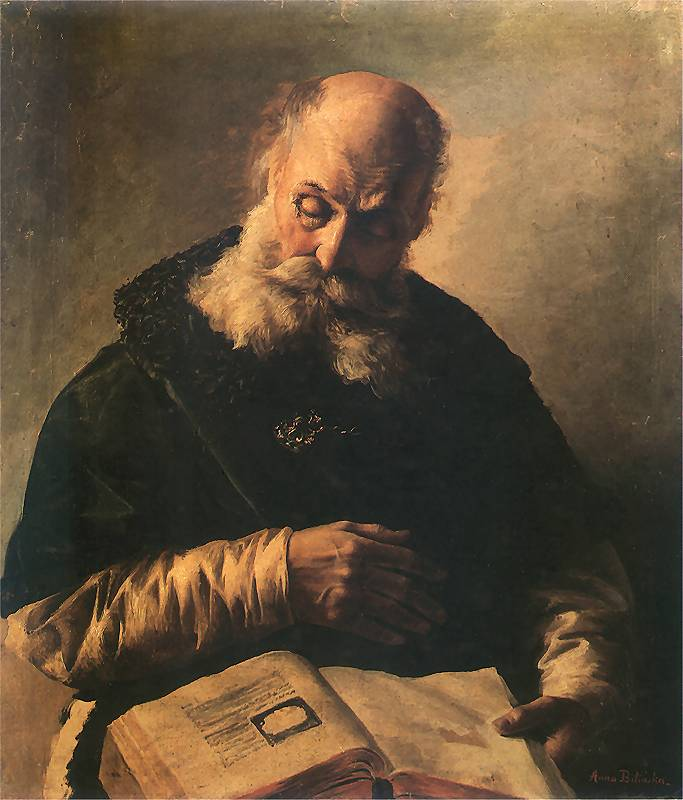
Old Man with a Book, 1890s,  Galeria Nacional de Arte Borys Voznytsky Lviv